# Rik Matthys
Pour les articles homonymes, voir Matthys.
Henricus Rik Matthys, né à Borgerhout le 9 septembre 1925 et mort le 13 octobre 1999, est un joueur et entraîneur de football international belge qui évoluait au poste d'arrière latéral droit. Il compte six titres de champion de Belgique à son palmarès, tous remportés durant les neuf saisons qu'il passe au RSC Anderlecht.

## Carrière

### Joueur
Rik Matthys s'affilie à l'âge de onze ans au club de sa ville natale, le Tubantia Football & Athletic Club. Il y progresse dans les différentes catégories d'âge jusqu'à atteindre l'équipe première, qui joue alors au deuxième niveau national. Le club est relégué en 1948 mais le joueur fait le chemin inverse en rejoignant le Sporting Anderlecht, un club de la capitale alors en pleine croissance. Sous la direction de l'entraîneur anglais Ernest Smith, il s'impose directement au poste d'arrière droit. En fin de saison, le club remporte son deuxième titre de champion de Belgique, suivi par deux autres les deux années suivantes, toujours avec Rik Matthys sur le côté droit de la défense.
En 1951, il est appelé en équipe nationale belge par Bill Gormlie, qui est également son entraîneur en club depuis un an. Il joue deux rencontres, face à l'Autriche et aux Pays-Bas. Avec Anderlecht, il remporte trois nouveaux titres consécutifs entre 1954 et 1956. Un an après, il quitte le club pour Willem II Tilburg, qui évolue alors en deuxième division néerlandaise. Pour sa première saison au club, il remporte le titre de champion et accède ainsi à la première division. Il y joue une saison puis décide de prendre sa retraite sportive.

### Entraîneur
En 1961, Rik Matthys est nommé entraîneur principal du Tubantia Borgerhout, le club de ses débuts, qui évolue en Division 3. Après une bonne première saison, il ne peut éviter la relégation du club en 1963 et est démis de ses fonctions en fin de saison. Il rejoint une autre équipe de troisième division, le Lyra. Sous sa direction, le club échoue de peu dans la course au titre deux saisons consécutives, terminant deuxième puis quatrième. En 1965, il est recruté par le KFC Diest, tout juste relégué en Division 2 et qui ambitionne un retour direct parmi l'élite. Après une saison très décevante ponctuée à la onzième place, il quitte le club.
Rik Matthys retrouve un poste d'entraîneur en 1969 au KRC Malines, en deuxième division. Il y reste trois ans, sans parvenir à décrocher la montée en Division 1. Il est engagé en 1972 par le KSK Beveren, relégué de l'élite. Il parvient à mener ses joueurs au titre après une seule saison, synonyme de retour au plus haut niveau national. Il quitte le club en 1974 pour rejoindre le KSV Waregem, qu'il dirige durant une saison. Il décide alors d'arrêter sa carrière d'entraîneur.
Il devient alors coordinateur de l'école des jeunes de l'Antwerp jusqu'en 1984. Il est ensuite nommé directeur technique de Beveren, un poste qu'il occupe durant deux ans, puis devient recruteur pour les équipes de jeunes du club. Il décède le 13 octobre 1999 des suites d'une maladie chronique.

## Palmarès

### Joueur
- 6 fois champion de Belgique en 1949, 1950, 1951, 1954, 1955 et 1956 avec le RSC Anderlecht.
- 1 fois champion des Pays-Bas de Division 2 en 1958 avec Willem II Tilburg.

### Entraîneur
- 1 fois champion de Belgique de Division 2 en 1973 avec le KSK Beveren.

## Statistiques
| Saison                | Club                  | Championnat           | Championnat | Championnat | Coupe(s) nationale(s) | Coupe(s) nationale(s) | Compétition(s) continentale(s) | Compétition(s) continentale(s) | Compétition(s) continentale(s) | Belgique | Belgique | Total | Total |
| Saison                | Club                  | Division              | M.          | B.          | M.                    | B.                    | Comp.                          | M.                             | B.                             | M.       | B.       | M.    | B.    |
| 1948-1949             | RSC Anderlecht        | Division d'Honneur    | 26          | 0           | 0                     | 0                     | -                              | 0                              | 0                              | 0        | 0        | 26    | 0     |
| 1949-1950             | RSC Anderlecht        | Division d'Honneur    | 23          | 0           | 0                     | 0                     | -                              | 0                              | 0                              | 0        | 0        | 23    | 0     |
| 1950-1951             | RSC Anderlecht        | Division d'Honneur    | 26          | 0           | 0                     | 0                     | -                              | 0                              | 0                              | 0        | 0        | 26    | 0     |
| 1951-1952             | RSC Anderlecht        | Division d'Honneur    | 28          | 0           | 0                     | 0                     | -                              | 0                              | 0                              | 2        | 0        | 30    | 0     |
| 1952-1953             | RSC Anderlecht        | Division 1            | 26          | 0           | 0                     | 0                     | -                              | 0                              | 0                              | 0        | 0        | 26    | 0     |
| 1953-1954             | RSC Anderlecht        | Division 1            | 11          | 0           | -                     | -                     | -                              | 0                              | 0                              | 0        | 0        | 11    | 0     |
| 1954-1955             | RSC Anderlecht        | Division 1            | 30          | 0           | -                     | -                     | -                              | 0                              | 0                              | 0        | 0        | 30    | 0     |
| 1955-1956             | RSC Anderlecht        | Division 1            | 24          | 0           | -                     | -                     | C1                             | 2                              | 0                              | 0        | 0        | 26    | 0     |
| 1956-1957             | RSC Anderlecht        | Division 1            | 3           | 0           | 0                     | 0                     | C1                             | 0                              | 0                              | 0        | 0        | 3     | 0     |
| Total sur la carrière | Total sur la carrière | Total sur la carrière | 197         | 0           | -                     | -                     | -                              | 2                              | 0                              | 2        | 0        | 201   | 0     |

## Sélections internationales
Rik Matthys compte trois présélections en équipe nationale belge, pour deux matches disputés en 1951. Sa troisième sélection date de 1956 mais il ne joue pas la rencontre.
Le tableau ci-dessous reprend toutes les sélections de Rik Matthys. Les matches qu'il ne joue pas sont indiqués en italique. Le score de la Belgique est toujours indiqué en gras.
| Date       | Compétition  | Adversaire | Lieu      | Score | Remarque |
| ---------- | ------------ | ---------- | --------- | ----- | -------- |
| 14/10/1951 | Match amical | Autriche   | Bruxelles | 1-8   |          |
| 25/11/1951 | Match amical | Pays-Bas   | Rotterdam | 6-7   |          |
| 11/03/1956 | Match amical | Suisse     | Bruxelles | 1-3   |          |